# Oceanaspidiotus spinosus
Oceanaspidiotus spinosus är en insektsart som först beskrevs av Comstock 1883.  Oceanaspidiotus spinosus ingår i släktet Oceanaspidiotus och familjen pansarsköldlöss. Inga underarter finns listade i Catalogue of Life.